# The Avenging Arrow
The Avenging Arrow er en amerikansk stumfilm fra 1921 af William J. Bowman og W.S. Van Dyke.

## Medvirkende
- Ruth Roland som Anita Delgado
- Edward Hearn som Ralph Troy
- Virginia Ainsworth som Luiza Traganza
- S.E. Jennings som Don Jose Delgado
- William Steele som Don Carlos Martinez
- Frank Lackteen som Pablo
- James Robert Chandler
- Otto Lederer som Joaquin Ruiz
- Vera Sisson som White Faun